# Кобилочка
Коби́лочка, або цвірку́н (Locustella) — рід птахів родини кобилочкових (Locustellidae). Рід об'єднує широко поширених в Євразії дрібних птахів. В Україні мешкає 3 види: кобилочка річкова (Locustella fluviatilis), кобилочка солов'їна (Locustella luscinioides) і кобилочка-цвіркун (Locustella naevia).

## Походження та систематика
Викопні залишки, які є дуже подібними для представників цього роду, відомі з пізнього міоцену (близько 11 млн років тому) з Угорщини. 
Систематичне положення роду є дискусійним. Згідно традиційної класифікації, відносять до родини кропив'янкових (Sylviidae). Останнім часом виділяють в окрему родину Locustellidae. Інколи відносять до родини Megaluridae.

## Опис
Птахи дібних розмірів. Щетинки при основі дзьоба розвинені слабко або зовсім відсутні. Серед махових пір'їв найдовшими є 2-ге та 3-тє. Хвіст широкий заокруглений або тупий. Дзьоб доволі широкий, до кінця шилоподібний.

## Спосіб життя та поведінка
Населяють вологі місця з високою травою, очерет, зарості кущів поблизу води. Ведуть прихований спосіб життя. У разі небезпеки добре ховаються в траві, заростях кущів або очерету. Літають неохоче; добре бігають в густій траві та лазять по тонких гілках кущів і стебел рослин.
Перелітні птахи в помірних та холодних широтах. Живляться різноманітними комахами.

## Гніздування
Гнізда влаштовують на землі, між стеблами трави або очерету. Будують їх з листя трав'янистих рослин, висилкою в більшості випадків слугує мох. Повна кладка зазвичай складається з 5 яєць.

## Вокалізація
Пісні багатьох видів нагадують звуки, що видають комахи (цикади, коники). Частина видів співає виключно вночі.

## Види
Рід нараховує 23 види:
- Кобилочка плямиста (Locustella lanceolata)
- Куцокрил бамбуковий (Locustella alfredi)
- Кобилочка річкова (Locustella fluviatilis)
- Кобилочка солов'їна (Locustella luscinioides)
- Куцокрил довгодзьобий (Locustella major)
- Куцокрил бурий (Locustella luteoventris)
- Кобилочка-цвіркун (Locustella naevia)
- Куцокрил сибірський (Locustella tacsanowskia)
- Куцокрил борнейський (Locustella accentor)
- Куцокрил довгохвостий (Locustella caudata)
- Куцокрил каштановий (Locustella castanea)
- Кобилочочка серамська (Locustella musculus)[6]
- Кобилочочка таліябуська (Locustella portenta)[7]
- Кобилочочка буруйська (Locustella disturbans)[8]
- Куцокрил тайговий (Locustella davidi)
- Куцокрил кашмірський (Locustella kashmirensis)[9]
- Куцокрил малий (Locustella thoracica)
- Куцокрил тайванський (Locustella alishanensis)
- Куцокрил іржастий (Locustella mandelli)
- Куцокрил в’єтнамський (Locustella idonea)[10]
- Куцокрил яванський (Locustella montis)
- Куцокрил сичуанський (Locustella chengi)[11]
- Куцокрил гірський (Locustella seebohmi)